# W. P. M. Kennedy
Pour les articles homonymes, voir William Kennedy et Kennedy.
William Paul McClure Kennedy (8 janvier 1879-12 août 1963) est un historien et professeur canadien.

## Biographie
Né à Shankill à Dublin en Irlande, Kennedy gradue du Trinity College en 1900 avec un MA et LittD. Il immigre au Canada en 1913 et prend un poste de professeur à l'Université Saint-Francis-Xavier d'Antigonish en Nouvelle-Écosse. Il se dirige à l'Université de Toronto en 1915 pour y enseigner l'histoire, la politique et le droit constitutionnel.

## Carrière académique
Kennedy fonde le University of Toronto Law Journal (en) en 1935 et le publie jusqu'en 1949. Nommé compagnon de la Société royale du Canada en 1935, il travaille comme conseiller lors de la Commission Rowell-Sirois. Il conseille le procureur-général et le comité parlementaire sur les amendements potentiels à l'Acte de l'Amérique du Nord britannique de 1867. Il devient doyen de la faculté de droit de l'Université de Toronto en 1944. 
La vision constitutionnelle de Kennedy l'oppose à un État-nation tel qu'appliqué dans le contexte canadien, car, à l'instar de Lord Acton, il pense que ce concept représente un risque pour les libertés. Il préconise une autonomie relative du Canada, alors un dominion, au sein de l'Empire britannique.
Kennedy meurt à Toronto en 1963.